# Radiofrekvensablation
Radiofrekvensablation (RFA) er en medicinsk procedure hvor en del af det elektriske ledningssystem i hjertet, en tumor eller andet abnormt væv fjernes eller ødelægges via den varme, der genereres via radiobølger med radiofrekvens, med det mål at lindre eller helbrede en sygdom eller et symptom. En vigtig fordel ved at bruge radiobølger – frem for de tidligere anvendte behandlinger med lavfrekvent vekselstrøm eller pulser af jævnstrøm – er at det ikke stimulerer nerver eller hjertemuskulatur direkte, hvorfor det kan anvendes uden at lægge patienten i fuld bedøvelse. RFA er blevet stadig mere populært over de seneste 15 år og har vist lovende resultater.
RFA udføres under vejledning af røntgenapparatur, CT-scanning eller ultralyd.